# هيلينوبوليس
هيلينوبوليس (باليونانية: Ἑλενόπολις) أو دريبانا (باليونانية: Δρέπανα) هي بلدة رومانية يونانية وبيزنطية كانت تقع في جنوب ولاية بنطس. كانت تطل على خليج إزميت. تتواجد بها حالياً بلدة آلتينوفا في تركيا. وصفت هذه البلدة بكونها مسقط رأس القديسة هيلانا والدة الإمبراطور قسطنطين العظيم.